# Friday Camaclang
Friday Camaclang is een Filipijns voetbalspeelster, die sinds 1996 uit kwam voor het Filipijns vrouwenvoetbalelftal.
Camaclang speelde voor het Engelse Brighton and Hove Albion Women's Football Club.